# Drosophila conformis
Drosophila conformis är en tvåvingeart som beskrevs av Elmo Hardy 1965. Drosophila conformis ingår i släktet Drosophila och familjen daggflugor.
Artens utbredningsområde är Hawaii.